# Praunheim (Adelsgeschlecht)
Die Herren von Praunheim waren ein Ritter- und Ministerialengeschlecht, das seit dem späten 12. Jahrhundert seinen Stammsitz im heutigen Frankfurt-Praunheim hatte, aber auch darüber hinaus begütert war. Später nannten sich Mitglieder der Familie nach erworbenem Gut auch „von Sachsenhausen“, „von Praunheim-Sachsenhausen“, „von Praunheim-Wolfskehlen“ und „von Klettenberg“.

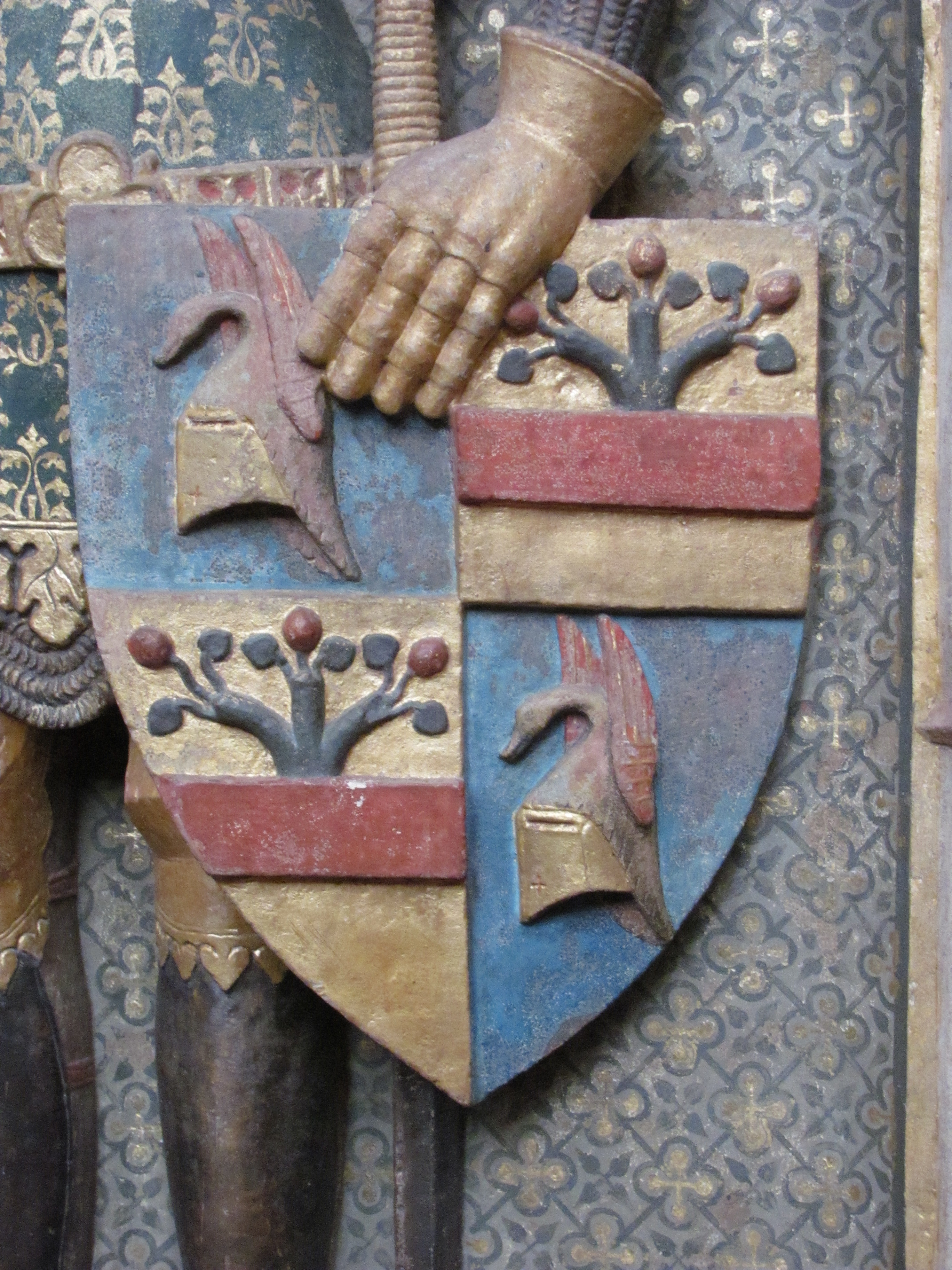
Wappen derer von Praunheim am Epitaph Rudolfs von Sachsenhausen

## Bedeutung
Die Herren von Praunheim sind seit dem 12. Jahrhundert nachweisbar. Nicht verwandt sind sie mit einer namensähnlichen Familie, den Herren von Praunheim-Bommersheim. Erster greifbarer Vertreter der Familie war Wolfram I. von Praunheim, der auch als erster aus der Familie das Amt des Reichsschultheißen von Frankfurt am Main innehatte. Die Herren von Praunheim stellten in der Folge bis ins 14. Jahrhundert dann eine Reihe von Schultheißen der Stadt.

### Reichs- und Stadtschultheißen von Frankfurt
- Wolfram I. von Praunheim
- Heinrich I. von Praunheim
- Johannes von Praunheim
- Wolfram II. von Praunheim
- Heinrich III. von Praunheim
- Heinrich IV. von Praunheim
- Rudolf II. von Sachsenhausen
- Rudolf III. von Praunheim

Da die Besetzung des Reichsschultheißenamtes in den Händen des deutschen Königs lag, weist das zunächst auf eine große Nähe der Familie zu den Staufern. Aber auch in der Folgezeit konnte die Familie umfangreichen Besitz in der Wetterau gewinnen.

### Andere
- Hermann von Praunheim war im letzten Viertel des 13. Jahrhunderts Dekan des Stiftskapitels von St. Peter und Alexander in Aschaffenburg.
- Wolf von Praunheim-Sachsenhausen (erwähnt ab 1374, † 1410) war Amtmann von Goldstein und dem Frankfurter Königsforst.
- Friedrich I. von Praunheim-Sachsenhausen (genannt zwischen 1374 und 1414), war kurtrierischer Amtmann in Koblenz und kurtrierischer Geheimer Rat.
- Lampert von Praunheim-Sachsenhausen, 1400 Abt der Reichsabtei St. Maximin in Trier.

### Wirtschaftliche Grundlagen
Die Familie besaß umfangreichen Grundbesitz, Rechte und Privilegien, sowohl allodial als auch als Lehen, letzteres waren in großem Umfang Reichslehen. Dabei wandelte sich der Bestand im Laufe der Jahre durch Kauf, Tausch und Weitergabe im Zuge von Mitgiften und frommen Stiftungen ständig.
Eine stark ausgebaute Position besaß die Familie in Sachsenhausen, wo sie einen Herrensitz unterhielt, und dem südlich angrenzenden Reichswald, wo ihr eine Reihe von Nutzungsrechten verliehen waren, Berechtigung zur Jagd, Mühlenrechte und das Recht zum Durchtrieb von Schafen. Letzteres war wichtig, da die Woll- und Tuchherstellung ein wichtiger Erwerbszweig in Frankfurt und Friedberg war. Zu den Gütern, die die Familie besaß, zählten der Herrenhof in Praunheim, der 100 Morgen Ackerland, verstreut über die Gemarkung, 22 Morgen Weideland, die Brülwiese und einen Fischteich umfasste. In den Dörfern Oberrad und Niederrad hatten sie die Gerichtshoheit inne und in Niederrad auch einen weiteren Gutshof. Diesen Niederräder Gutshof verkaufte die Familie 1374 an Ulrich III. von Hanau. Der innerstädtische Besitz in Frankfurt wurde dagegen wurde schon Mitte des 13. Jahrhunderts teilweise verkauft. Es handelte sich vor allem um einen Herrensitz, ein ehemals zur Königspfalz Frankfurt gehörendes Gebäude, das Sitz eines Ministerialen gewesen war. Residenz der Familie in der Stadt blieb der Münzhof. Als Reichsschultheiße zogen sie eine Reihe von Abgaben ein, so die Zolleinnahmen an den Frankfurter Stadttoren, den „kleinen Zoll“, eine Abgabe auf Ausschank und Einzelhandel, und die Verpachtung der Mühlen und Mühlengewässer. Außerdem oblag ihnen der Schutz der Messe Frankfurt, wie die Aufrechterhaltung von Sicherheit und Ordnung im Allgemeinen – auch in Bezug auf die Juden in der Stadt. Weiter erschloss Wolfram III. die Lindau durch Rodung und errichtete dort einen 250 Morgen großen Hof für die eigene Nutzung. Auch hier spielte die Schafzucht eine überragende Rolle. Hinzu trat die Gerichtsherrschaft über die hier siedelnden Bauern, eine Mühle und ein Ausschank. In dem Verzeichnis Rudolfs II. von 1339 sind dann Besitz und Rechte in 16 Orten erwähnt. Insgesamt befand sich im Besitz der Familie aber noch Grundbesitz darüber hinaus, darunter in: Bürgel, Dortelweil, Echzell, Eichen, Frankfurt, Harheim, Hausen, Heldenbergen, Karben, Kilianstädten, Kriftel, Niederrad, Offenbach am Main, Praunheim, Preungesheim, Roßdorf, Sachsenhausen, Sossenheim, Sulzbach und Wachenbuchen.

## Familie
Die Familie der Herren von Praunheim wird heute weitgehend durch Urkunden dokumentiert, die Rechtsakte bezeugen. Literarische Zeugnisse oder Selbstzeugnisse einzelner Mitglieder sind nicht überliefert. Die Ehe von Heinrich I. mit Adelheid von Echzell war reich an Nachkommen. Aus ihr gingen mindestens sieben Söhne hervor. Mit ihnen teilte sich die Familie in drei Zweige, die sich auch in Titeln, Namen und Wappen unterschieden, nämlich die
- Erbschultheißen von Praunheim(-Sachsenhausen)
- Herren von Praunheim-Wolfskehlen. Der Namenszusatz wurde nach einer Heirat aus der Familie der Braut übernommen.
- Reichsschöffen von Praunheim(-Sachsenhausen).

### Erbschultheißen von Praunheim
Der Familienzweig der Erbschultheißen von Praunheim(-Sachsenhausen) stellte eine Reihe von Reichsschultheißen in Frankfurt. Der Besitz dieses Familienzweiges wurde durch eine Erbtochter aus der Familie derer von Sachsenhausen in die Praunheimer Familie eingebracht, ohne dass dazu Details bekannt sind. In der Folge nannten sich eine Reihe von Mitgliedern der Familie von Praunheim-Sachsenhausen oder einfach nur von Sachsenhausen. Diese Mitglieder der Adelsfamilie von Praunheim sind nicht mit Mitgliedern des ursprünglichen Adelsgeschlechts derer von Sachsenhausen zu verwechseln.
Letzter dieses reich begüterten Familienzweigs war Rudolf IV. von Praunheim. Da er ohne Erben war und seine erbberechtigten Geschwister ausschließlich Töchter zeugten, begann der Kampf um den zu erwartenden Nachlass schon vor seinem Tod. Peter Wacker, Protonotar des Kaisers, ließ sich von diesem die Anwartschaft auf die Reichslehen übertragen, die Rudolf IV. innehatte. Da aber nicht klar war, ob es sich um Mannlehen handelte oder eine Erbfolge der Töchter möglich war, war der Erbstreit vorgezeichnet. Der Kaiser erbat sowohl von der Burgmannschaft der Burg Rödelheim als auch von der der Reichsburg Friedberg Auskunft darüber, wie die Rechtslage sei, damit er Recht sprechen könne. Diese Gegenansprüche, zunächst nur von den Nachkommen Friedrichs II. verfochten, beförderten aber auch das Verlangen anderer Verwandter nach dem reichen Erbe, vor allem der Kinder der Christine von Ingelheim, einer Schwester von Rudolf IV. Der Kaiser stellte sich auf die Seite von Peter Wacker, verwarf alle Forderungen der (potentiellen) Erben und beauftragte 1429 Graf Philipp I. von Katzenelnbogen mit der Vollstreckung des kaiserlichen Urteils. Die aber misslang. So kam es zu einem zweiten Prozess noch vor 1431, aber mit gleichem Ausgang und gleichem Misserfolg beim Vollstrecken. Hier tritt zum ersten Mal Wenzel von Cleen auf, der eine der beiden Töchter Friedrich II., Irmel, geheiratet hatte. Der Prozess wurde fortgesetzt. 1433 kam es dann zu einem Urteil, das die Ansprüche Peter Wackers abwies und die Ansprüche den Schwiegersöhnen von Friedrich II. und Rudolf IV. bestätigte: Wenzel von Cleen und Wilhelm von Ingelheim. 1434 konnten sie das Erbe endgültig antreten, die Belehnung beider mit den Reichslehen erfolgte allerdings erst 1440. 
Aufgrund dieser Rechtsnachfolge in den Besitz der Herren von Praunheim wurde Wenzel von Cleen – in Tradition der Familie seines Schwiegervaters – 1445–1455 Stadtschultheiß von Frankfurt.  Ein weiterer Erfolg für ihn war, dass es ihm 1465, nach dem Tod Wilhelms von Ingelheim, gelang, sich in den Besitz des gesamten Bestandes der ehemals Praunheim-Sachsenhäuser Reichslehen zu setzen. Über eine Tochter der Familie von Cleen wurden diese schließlich nach 1520 in die Familie der Herren von Franckenstein vererbt. Auch der archivalische Nachlass der Familie von Praunheim-Sachsenhausen folgte diesem Erbgang, so dass diese Unterlagen heute zu einem erheblichen Teil in dem Familienarchiv der von Frankenstein aufbewahrt werden.

### Reichsschöffen von Praunheim-Sachsenhausen
Der Gründer der Linie der Reichsschöffen von Praunheim-Sachsenhausen war Rudolf I. Auch in diesem Familienzweig nannten sich eine Reihe von Mitgliedern von Praunheim-Sachsenhausen oder einfach nur von Sachsenhausen. Diese Mitglieder der Adelsfamilie von Praunheim sind nicht mit Mitgliedern des ursprünglichen Adelsgeschlechts derer von Sachsenhausen zu verwechseln. Unter den Nachkommen Rudolfs I. waren eine Reihe von Schöffen der Stadt Frankfurt. Im Gegensatz zu der Reichsschultheißen-Linie, die sein Bruder Wolfram II. begründete, nahmen er und seine Nachkommen so eine weniger prominente Rolle in der städtischen Politik und der des Deutschen Reiches ein. Diese Linie teilte sich Ende des 14. Jahrhunderts in die Zweige
- von Praunheim (jüngere Linie) und
- von (Praunheim-) Klettenberg[13], benannt nach der Klettenburg bei Frankfurt-Praunheim. Erster dieses Namens war Henne von Prumheim, genannt von Clettenberg (Henne von Praunheim gen. Klettenburg). König Wenzel hatte ihm und seinem Bruder 1387 um der Dienste und Treue willen das bisherige Lehensgut der späteren Klettenburg gnediglich geeignet. Diese Linie erlosch 1618 mit dem Tod von Philipp Wolf von Praunheim-Klettenburg.[14]

## Wappen

Spätere Wappenformen im 16. und 17. Jahrhundert

Ursprünglich: Eine dreistängelige grüne Kletterstaude als Zeichen der Herkunft von der Klettenburg in Praunheim. Ab Heinrich IV. wurde sie auf einem goldenen Schild gezeigt, den ein roter Querbalken trennt. Dies weist eine auffällige Ähnlichkeit mit dem Wappen derer von Hagen-Münzenberg auf. In der Mitte des 14. Jahrhunderts wurde das Wappen ab Rudolf II. um einen goldenen Stechhelm mit weißem Schwanenkopf und weitem Flug ergänzt. Dieses Wappen wurde in der Folgezeit Bestandteil des Wappens der Familie von Franckenstein, Nachkommen der Familie von Praunheim.

## Sonstiges
Rosa von Praunheim gehört nicht zu dieser Familie, es handelt sich um einen Künstlernamen.